# Mihaela Buzărnescuová
Mihaela Buzărnescuová (nepřechýleně Buzărnescu, * 4. května 1988 Bukurešť), je rumunská profesionální tenistka hrající levou rukou a vítězka deblové juniorky US Open 2006 v páru s Ralucou Olaruovou. Ve své dosavadní kariéře na okruhu WTA Tour vyhrála jeden singlový a dva deblové turnaj. V rámci okruhu ITF získala dvacet dva titulů ve dvouhře a třicet čtyři ve čtyřhře.
Na žebříčku WTA byla ve dvouhře nejvýše klasifikována v srpnu 2018 na 20. místě a ve čtyřhře pak v říjnu téhož roku na 24. místě. Trénují ji otec Mihai Buzărnescu a bývalý rumunský tenista Artemon Apostu-Efremov. Dříve tuto roli plnila Polka Justyna Jegiołková.
V rumunském fedcupovém týmu debutovala v roce 2006 utkáním 1. skupiny zóny Evropy a Afriky proti Švédsku, v němž se Soranou Cîrsteaovou prohrály čtyřhru. Švédky zvítězily 2:1 na zápasy. Do roku 2021 v soutěži nastoupila k osmi mezistátním utkáním s bilancí 2–5 ve dvouhře a 1–3 ve čtyřhře.
Na bukurešťské Národní univerzitě tělesné výchovy a sportu získala titul doktorky (Ph.D.).

## Tenisová kariéra
V roce 2004 vyhrála juniorské mistrovství Rumunska i juniorský evropský šampionát a stala se první hráčkou Evropy této věkové kategorie. Po boku krajanky Ioany Raluky Olaruové pak vyhrály jako druhé nasazené juniorskou čtyřhru na US Open 2006, když ve finále zdolaly kanadsko-ruské turnajové jedničky Sharon Fichmanovou s Anastasijí Pavljučenkovovou.
V rámci hlavních soutěží událostí okruhu ITF debutovala v květnu 2004, když na turnaj v Bukurešti s dotací 10 tisíc dolarů obdržela divokou kartu. V úvodním kole podlehla krajance Andrae-Iuliji Savuové. Premiérové tituly v této úrovni tenisu vybojovala o měsíc později, ve čtyřhře s krajankou Gabrielou Niculescuovou v Konstantě a singlový pak v Pitești, v obou případech akcích s rozpočtem deset tisíc dolarů.
Na okruhu WTA Tour debutovala květnovým Istanbul Cupem 2006 z kategorie Tier III, v němž zasáhla do deblové soutěže. S Běloruskou Jekatěrinou Dzegalevičovou ve druhém kole podlehly bosensko-švýcarské dvojici Mervana Jugićová-Salkićová a Romina Oprandiová.

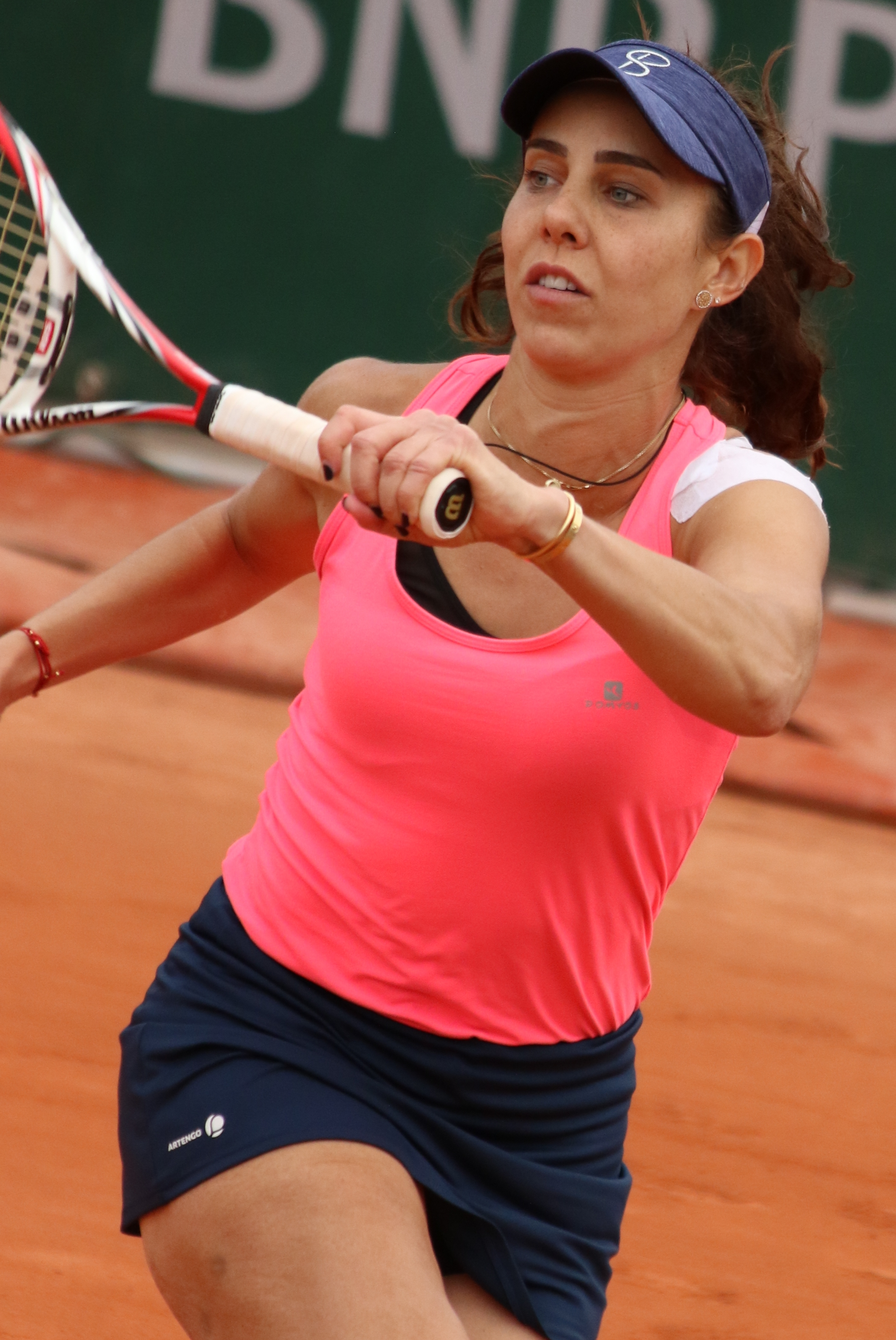
Forhend na French Open 2019

Debut v hlavní soutěži nejvyšší grandslamové kategorie zaznamenala v ženském singlu US Open 2017 po zvládnuté tříkolové kvalifikaci. Na cestě do dvouhry postupně vyřadila Češku Marii Bouzkovou, Američanku Grace Minovou a ve třech setech čtvrtou nasazenou Kolumbijku Marianu Duqueovou Mariñovou. V úvodním kole singlu pak nenašla recept na pátou nasazenou Dánku a bývalou světovou jedničku Caroline Wozniackou po dvousetovém průběhu.
První semifinále na túře WTA si zahrála na říjnovém Upper Austria Ladies Linz 2017, kde vyřadila estonskou turnajovou čtyřku Anett Kontaveitovou, Ajlu Tomljanovićovou a Belindu Bencicovou. Mezi poslední čtveřicí ji vyřadila pozdější vítězka a druhá nasazená Barbora Strýcová. V následném vydání žebříčku WTA se poprvé posunula do elitní světové stovky dvouhry, když jí patřila 89. příčka. Debutové finále pak dosáhla v lednové dvouhře Hobart International 2018, na němž podlehla ve finále přerušovaném deštěm 22leté Belgičance ze čtvrté světové desítky Elise Mertensové po třísetovém průběhu. Bodový zisk ji poprvé posunul do elitní světové padesátky žebříčku na 44. místo.
Hráčku z elitní světové desítky poprvé porazila ve druhém kole únorového Qatar Total Open 2018 v Dauhá, kde na její raketě dohrála šestá žena žebříčku Jeļena Ostapenková z Lotyšska. Ve třetí fázi však vypadla s Němkou Julií Görgesovou.
Jako poražená finalistka odešla z obou soutěží J&T Banka Prague Open 2018. Ve dvouhře podlehla v boji o titul světové desítce Petře Kvitové po třísetovém průběhu. Do čtyřhry nastoupila s Běloruskou Lidzijou Marozavovou. V závěrečném duelu prohrály s třetím nasazeným párem Nicole Melicharová a Květa Peschkeová. Po turnaji se poprvé stala rumunskou dvojkou, když se posunula na 32. příčku a z krajanek před ní figurovala jen světová jednička Simona Halepová.
Premiérový titul z dvouhry WTA si odvezla ze srpnového Silicon Valley Classic 2018 v kalifornském San José, kde do finále prošla po výhře nad Elise Mertensovou. V závěrečném duelu pak deklasovala Řekyni Marii Sakkariovou, která na ni uhrála jediný game. Bodový zisk ji následně poprvé posunul do elitní světové dvacítky, když jí patřilo 20. místo. Navazující týden si ve druhém kole Rogers Cupu 2018 přetrhla vazy hlezna v zápase proti Elině Svitolinové, s prognózou několikatýdenního výpadku.

## Finále na okruhu WTA Tour
| Legenda                                      |
| -------------------------------------------- |
| D – dvouhra; Č – čtyřhra                     |
| Grand Slam (0)                               |
| Turnaj mistryň (0)                           |
| Premier Mandatory & Premier 5 / WTA 1000 (0) |
| Premier / WTA 500 (1–0 D; 0–1 Č)             |
| International / WTA 250 (0–2 D; 2–3 Č)       |

### Dvouhra: 3 (1–2)
| Stav       | č. | datum          | turnaj                  | povrch | soupeřka ve finále | výsledek      |
| ---------- | -- | -------------- | ----------------------- | ------ | ------------------ | ------------- |
| Finalistka | 1. | 13. ledna 2018 | Hobart, Austrálie       | tvrdý  | Elise Mertensová   | 1–6, 6–4, 3–6 |
| Finalistka | 2. | 5. května 2018 | Praha, Česko            | antuka | Petra Kvitová      | 6–4, 2–6, 3–6 |
| Vítězka    | 1. | 4. srpna 2018  | San José, Spojené státy | tvrdý  | Maria Sakkariová   | 6–1, 6–0      |

### Čtyřhra: 6 (2–4)
| Stav       | č. | datum             | turnaj                         | povrch | spoluhráčka           | soupeřky ve finále                      | výsledek      |
| ---------- | -- | ----------------- | ------------------------------ | ------ | --------------------- | --------------------------------------- | ------------- |
| Finalistka | 1. | 5. května 2018    | Praha, Česko                   | antuka | Lidzija Marozavová    | Nicole Melicharová Květa Peschkeová     | 4–6, 2–6      |
| Vítězka    | 1. | 26. května 2018   | Štrasburk, Francie             | antuka | Raluca Olaruová       | Nadija Kičenoková Anastasia Rodionovová | 7–5, 7–5      |
| Finalistka | 2. | 17. června 2018   | Nottingham, Spojené království | tráva  | Heather Watsonová     | Alicja Rosolská Abigail Spearsová       | 3–6, 6–7(5–7) |
| Finalistka | 3. | 30. června 2018   | Eastbourne, Spojené království | tráva  | Irina-Camelia Beguová | Gabriela Dabrowská Sü I-fan             | 3–6, 5–7      |
| Finalistka | 4. | 10. dubna 2021    | Bogotá, Kolumbie               | antuka | Anna-Lena Friedsamová | Elixane Lechemiová Ingrid Neelová       | 3–6, 4–6      |
| Vítězka    | 2. | 17. července 2021 | Budapešť, Maďarsko             | antuka | Fanny Stollárová      | Aliona Bolsovová Tamara Korpatschová    | 6–4, 6–4      |

## Finále série WTA 125
| Legenda                  |
| ------------------------ |
| D – dvouhra; Č – čtyřhra |
| WTA 125 (0–1 Č)          |

### Čtyřhra: 1 (0–1)
| Stav       | č. | datum         | turnaj          | povrch | spoluhráčka        | soupeřky ve finále                | výsledek |
| ---------- | -- | ------------- | --------------- | ------ | ------------------ | --------------------------------- | -------- |
| Finalistka | 1. | červenec 2022 | Båstad, Švédsko | antuka | Irina Chromačovová | Misaki Doiová Rebecca Petersonová | bez boje |

## Tituly na okruhu ITF
Na okruhu ITF vybojovala dvacet dva titulů ve dvouhře a třicet čtyři ve čtyřhře.
| Dotace turnajů okruhu ITF | Dotace turnajů okruhu ITF |
| ------------------------- | ------------------------- |
| 100 000 $ tournaments     | 80 000 $ tournaments      |
| 75 000 $ tournaments      | 60 000 $ tournaments      |
| 50 000 $ tournaments      | 25 000 $ tournaments      |
| 15 000 $ tournaments      | 10 000 $ tournaments      |

### Dvouhra (22 titulů)
| č.  | datum              | turnaj                     | povrch      | soupeřka ve finále     | výsledek           |
| --- | ------------------ | -------------------------- | ----------- | ---------------------- | ------------------ |
| 1.  | 13. června 2004    | Pitești, Rumunsko          | antuka      | Liana Balaciová        | 6–3, 7–6(7–4)      |
| 2.  | 20. června 2004    | Brašov, Rumunsko           | antuka      | Andrea Benítezová      | 6–3, 7–5           |
| 3.  | 28. května 2006    | La Palma, Španělsko        | tvrdý       | Nadja Pavićová         | 6–3, 6–7(4–7), 6–3 |
| 4.  | 8. června 2008     | Piteşti, Rumunsko          | antuka      | Pálma Királyová        | 6–0, 6–3           |
| 5.  | 22. června 2008    | Bukurešť, Rumunsko         | antuka      | Federica Di Sarraová   | 6–2, 6–2           |
| 6.  | 15. srpna 2010     | Oneşti, Rumunsko           | antuka      | Ionela-Andreea Iovová  | 6–0, 6–1           |
| 7.  | 29. srpna 2010     | Balş, Rumunsko             | antuka      | Alexandra Cadanțuová   | 6–3, 6–2           |
| 8.  | 21. května 2011    | İzmir, Turecko             | tvrdý       | Naomi Broadyová        | 7–5, 6–4           |
| 9.  | 10. července 2011  | Craiova, Rumunsko          | antuka      | Annalisa Bonová        | 6–2, 3–6, 6–4      |
| 10. | 17. července 2011  | Zwevegem, Belgie           | antuka      | Bibiane Schoofsová     | 3–6, 6–2, 6–4      |
| 11. | 13. září 2014      | Bukurešť, Rumunsko         | antuka      | Simona Ionescuová      | 6–3, 2–6, 6–1      |
| 12. | 30. března 2015    | Marsá al-Qantáwí, Tunisko  | tvrdý       | Lou Brouleauová        | 6–0, 6–1           |
| 13. | 6. dubna 2015      | Marsá al-Qantáwí, Tunisko  | tvrdý       | Natalija Sipeková      | 6–1, 6–0           |
| 14. | 16. srpna 2015     | Westende, Belgie           | tvrdý       | Océane Dodinová        | 6–1, 6–1           |
| 15. | 12. prosince 2015  | Káhira, Egypt              | antuka      | Valentina Ivachněnková | 6–0, 6–3           |
| 16. | 18. června 2017    | Hódmezővásárhely, Maďarsko | antuka      | Danka Kovinićová       | 6–2, 6–1           |
| 17. | 24. června 2017    | İzmir, Turecko             | tvrdý       | Eri Hozumiová          | 6–1, 6–0           |
| 18. | 9. července 2017   | Getxo, Španělsko           | antuka      | Renata Zarazúová       | 6–2, 6–2           |
| 19. | 16. července 2017  | Versmold, Německo          | antuka      | Barbara Haasová        | 6–0, 6–2           |
| 20. | 17. září 2017      | Biarritz, Francie          | antuka      | Patty Schnyderová      | 6–4, 6–3           |
| 21. | 29. října 2017     | Poitiers, Francie          | tvrdý (h)   | Alison Van Uytvancková | 6–4, 6–2           |
| 22. | 19. listopadu 2017 | Tojota, Japonsko           | koberec (h) | Tamara Zidanšeková     | 6–0, 6–1           |

## Finále na juniorském Grand Slamu

### Čtyřhra juniorek: 1 (1–0)
| Stav    | č. | rok  | turnaj  | povrch | spoluhráčka     | soupeřky ve finále                           | výsledek |
| ------- | -- | ---- | ------- | ------ | --------------- | -------------------------------------------- | -------- |
| Vítězka | 1. | 2006 | US Open | tvrdý  | Raluca Olaruová | Sharon Fichmanová Anastasija Pavljučenkovová | 7–5, 6–2 |